# Jugendarrestanstalt
Jugendarrestanstalten (JAA) sind Anstalten zur Vollstreckung von Jugendarrest (kurzfristigem Freiheitsentzug bis maximal 4 Wochen) als schwerstes Zuchtmittel unterhalb der Schwelle von Jugendstrafe (§ 16 JGG). Die Jugendlichen (14 bis einschließlich 17 Jahre) bzw. Heranwachsenden (18 bis einschließlich 20 Jahre) in diesem Bereich des Vollzugs haben weder schädliche Neigungen erkennen lassen, noch sind sie mit Taten aufgefallen, bei denen die Schwere der Schuld die Verhängung einer mindestens sechs Monate langen Jugendstrafe gebietet. Sie sollen in diesen speziellen Anstalten unter strikter Trennung vom Jugendstrafvollzug und erst recht vom Regelvollzug für Erwachsene unter besonderer pädagogischer Betreuung den normalerweise erstmaligen Freiheitsentzug erleben. Vollzugsleiter ist immer der  Jugendrichter des für den Vollzugsort zuständigen Amtsgerichts (§ 90 JGG). 
Geregelt ist der Arrestvollzug in den Jugendarrestvollzugsgesetzen der Bundesländer, welche spezielle Regelungen für Behandlung, Unterbringung und Betreuung sowie Tagesablauf und Freizeitgestaltung, aber auch Disziplinarmaßnahmen und Gesundheitsfürsorge enthalten. 

## Liste der Jugendarrestanstalten
| Bundesland             | Standort(e)                                                               |
| ---------------------- | ------------------------------------------------------------------------- |
| Baden-Württemberg      | Göppingen, Rastatt                                                        |
| Bayern                 | Hof (Saale), Landshut, München, Nürnberg, Würzburg, Landau a.d. Isar      |
| Berlin                 | Berlin-Lichtenrade                                                        |
| Brandenburg            | bis 2015 Jugendarrestanstalt Königs Wusterhausen, jetzt Vollzug in Berlin |
| Bremen                 | ohne eigene Anstalt, Vollzug in Emden und Nienburg/Weser                  |
| Hamburg                | Hahnöfersand                                                              |
| Hessen                 | Gelnhausen                                                                |
| Mecklenburg-Vorpommern | Neustrelitz                                                               |
| Niedersachsen          | Göttingen, Neustadt/Rbge., Emden, Nienburg/Weser, Verden                  |
| Nordrhein-Westfalen    | Bottrop, Düsseldorf, Lünen, Remscheid, Wetter (Ruhr)                      |
| Rheinland-Pfalz        | Worms                                                                     |
| Saarland               | Lebach                                                                    |
| Sachsen                | Bautzen, Chemnitz, Dresden, Regis-Breitingen                              |
| Sachsen-Anhalt         | Halle                                                                     |
| Schleswig-Holstein     | Neumünster                                                                |
| Thüringen              | Arnstadt                                                                  |

Stand vom 12. Januar 2017